# 小田切正代
小田切 正代(おだぎり まさよ、1993年7月8日 - )は、日本の女優、タレントである。
千葉県出身。アールエージェンシー所属。2014年、fox capture planのMusicVideo「疾走する閃光」にメインキャストとして出演を果たし、映像デビュー。

## 来歴
小学生のときのごっこ遊びが女優を志す原点。中学・高校の6年間バドミントン部に所属。
2012年10月より約2年半、俳優養成所（トライストーン・アクティブラボ）で芝居のレッスンを積む。

2017年よりアールエージェンシー所属。
特技は総合格闘技、キックボクシング、着物の着付け、イラスト、バドミントン。
夢は“時代を引っ張る人間の一人になること”と語る。

## 出演

### 映画
- ひびの卵［short ver］[注 1]（自主制作映画）（2014年9月 監督：室井大地）主演 ヨウコ 役
- ひびの卵[注 1]（自主制作映画）（2015年4月 監督：室井大地）[2]主演 ヨウコ 役[3]
- 猫カフェ（2018年5月 監督：沖田光 主演：久保ユリカ 秋葉原映画祭2018プレミア上演、2018年12月より全国ロードショー[4]AmazonPrimeVideo）[5] 由美 役
- ぞくり。怪談夜話 投稿実話物語 冥（2018年8月 DVD[6]AmazonPrimeVideo 十影堂エンターテイメント）第4話 「憑る」[注 2][注 3]　はっしー（ハシモト）役（2018年9月、TOKYO MXで放映）
- CONFLICT～最大の抗争～第四章[7] （2018年11月 監督：藤原健一 AmazonPrimeVideo オールインエンタテインメント）レポーター 役[8][9]
- 多動力 THE MOVIE (2019年2月 監督：ハシテツヤ　原作：堀江貴文 AmazonPrimeVideo)　荻野祥子 役[10]
- 真夜中の怪談 ホラー業界で本当にあった怖い話 20編[11] (2019年9月 DVD AmazonPrimeVideo監督：津山洋 十影堂エンターテイメント) 本人役で３篇をナレーション
- Distance (2020年８月 Youtubeスクランブルフィルムズ ラボ) 主演

### 舞台
- ソラリネのユメvol.11「こんふりくと」（2015年9月）【嫉妬】編
- junkink vol.1「Rebeat」（2017年4月）リカ 役
- 初夏のおもいで（2017年10月、ヴァカーエンターテインメント）モネ 役
- 23区女子-Survive- （2018年2月、Office54）葛飾区 役
- ODEN 春の陣（2018年4月、劇団NEXTDOOR－酒部－） まこと 役（ゲスト出演）
- MATSURI（2018年7月、劇団NEXTDOOR－酒部－）123号(アンドロイド)役（ゲスト出演）
- 帝都探偵奇譚ジゴマ （2018年10月、ACTOR'S TRASH ASSH）春川月子 役[12]

### テレビドラマ
- ブラックリベンジ 第2話（2017年10月12日、読売テレビ制作・日本テレビ系列） - 佐々木アンジェリナ 役[2]
- SUITS/スーツ（2018年10月 - 12月、フジテレビ系列） - アソシエイト弁護士 役[2]
- みをつくし料理帖スペシャル[13]（2019年12月、NHK総合） - 遊女 役[2][14][15]
- 七人の秘書 第1話（2020年10月22日、テレビ朝日） - 秘書 役

### バラエティ
- トレンドリサーチャー®（2018年5月、ミュージック・ジャパンTV、スカパー!プレミアムサービス）[2][16]
- 真夜中のおバカ騒ぎ!（2018年10月 - 2019年2月、千葉テレビ 、TOKYO MX）[2][17]マヨバガールズ(パネラー)
- 異界のドア3 (2019年6月、9月 TOKYO MX2、十影堂エンターテイメント)[18][19] 「真夜中の怪談 ホラー業界で本当にあった怖い話 20編」の「呪われたマンション」の語り手(6月)[20]  「真夜中の怪談 ホラー業界で本当にあった怖い話 20編」は2019年9月DVDで発売
- 全力坂 (2019年6月、7月、テレビ朝日) 鎧坂、梨木坂、新坂の全力走者

### CM
- 三井製糖（2017年9月） 我が家のスプーン編[2]、嫁入り前の娘 役
- 生テレ（2018年1月） ソニービジョン渋谷（渋谷MODI） ドラガール篇[2]、メインキャスト
- キリンビール (2019年6月) キリン のどごし＜生＞「キンキンの差し入れ　小島瑠璃子」篇、小島瑠璃子の友人 役
- ベルフェイス株式会社 (2019年8月) ベルフェイスCM第4弾『担当者不在』篇、受付嬢 役
- 伊東園ホテルズ (2019年8月) 【伊東園ホテルズ公式】会津東山・飯坂・あだたら高原岳・磐梯熱海４ホテル紹介動画、本人でのリポーター 役
- 静岡スバル (2019年10月) オーナーズバッジ篇（静岡スバルCM）[2][21]、メインキャスト
- サントリー (2019年) －196℃ ストロングゼロ〈ダブルレモン〉[22]
- 眞露株式会社 (JINRO INC.) (2019年12月) 「あなたは、チャミスル？」STORY1〜5[23]、メインキャスト（葉路 芽流華 役、（はじ めるか））[24][2]
  - あなたは、チャミスル？〜STORY1「女子会」篇〜
  - あなたは、チャミスル？〜STORY2「ウェディング」篇〜
  - あなたは、チャミスル？〜STORY3「宇宙人襲来」篇〜
  - あなたは、チャミスル？〜STORY4「ウザイ課長」篇～
  - あなたは、チャミスル？〜STORY5「ファイナルチャミスル！」篇〜
- Hikoki (2021年4月)　初めてのコードレス刈払機
- 茨城ダイハツ (2021年9月)　スマホだけじゃもったいない！

### 広告モデル
- 日テレ7 (2019年4月) 女神の無重力まくら〜極上〜[2]
- 日テレ7 (2019年12月) 女神の無重力ソファー～雲の上の指定席～
- 久光製薬 (2020年5月) のびのびサロンシップ 中吊り広告のモデル[25]
- オムニ７ (2021年1月) 女神の無重力まくらＦＵＷＡ－ＭＯＣＨＩ ふわもちの抱きまくら
- 株式会社デジタローグ (2021年4月) 睡速1.0

### MusicVideo
- fox capture plan（2014年6月）疾走する閃光[注 4]メインキャスト[2]
- Yellow Studs（2017年12月）ブーツ[2]

### 雑誌
- STYLE WAGON 2018年2月号（三栄書房）表紙モデル[2]

### 新聞
- スポーツ報知 2020年９月28日版（報知新聞社）『正代が正代を祝福』正代直也関の優勝関連記事で同名として取り上げられる[2]